# Raymond Robert Forster
Pour les articles homonymes, voir Forster.
Raymond Robert Forster, souvent abrégé en Ray Forster est un zoologiste néo-zélandais, né le 19 juin 1922 à Hastings en Nouvelle-Zélande et mort le 30 juin 2000 à Dunedin.

## Biographie
À 18 ans et après la publication de son premier article scientifique, il devient assistant-entomologiste au Dominion Museum de Wellington.  Il participe à de très nombreuses expéditions scientifiques.
En 1947, il obtient son Bachelor of Sciences à l’université Victoria, l’année suivante, il obtient son Master of Sciences. Il s’installe alors à Christchurch et devient le directeur du Canterbury Museum. Après avoir obtenu son Doctorat of Sciences en 1953, il part à Dunedin où il prend la direction de l’Otago Museum (en), fonction qu’il conserve trente ans.
Il se spécialise sur les arachnides. Il fait paraître les six volumes entre 1967 et 1988 The Spiders of New Zealand. Ces ouvrages peuvent paraître grâce aux fonds récoltés par la loterie nationale. Avec l’assistance de sa femme, Lyn, il fait paraître aussi des ouvrages plus destinés au grand public comme Small Land Animals of New Zealand (1970), New Zealand Spiders: An Introduction (1973) et Spiders of New Zealand and Their Worldwide Kin (1999).